# Texcatepec (kommun)
Texcatepec är en kommun i Mexiko.   Den ligger i delstaten Veracruz, i den sydöstra delen av landet, 160 km nordost om huvudstaden Mexico City.
Följande samhällen finns i Texcatepec:
- Texcatepec
- Pie de la Cuesta
- La Florida
- El Pericón
- Las Canoas
- El Papatlar
- Casa Redonda
- El Sótano
- Cerro Gordo
- Chila de Enríquez
- Agua Linda
- El Zapotal
- El Capulín